# Brushy Mitchell
Pour les personnes ayant le même patronyme, voir Mitchell.

a Compétitions nationales et continentales officielles uniquement.

b Matchs officiels uniquement.
Dernière mise à jour le 21 avril 2023.
 Neville (Brushy) Alfred Mitchell, né le 22 novembre 1913 à Invercargill (Nouvelle-Zélande) et décédé le 21 mai 1981, était un joueur de rugby à XV qui a joué avec l'équipe de Nouvelle-Zélande. Il évoluait aux postes de centre ou d'ailier (1,80 m pour 84 kg). 

## Carrière
Il a joué 24 matchs avec la province de Southland et 11 avec celle de Otago.
Il a disputé son premier test match avec l'équipe de Nouvelle-Zélande le 23 novembre 1935 contre l'Écosse. Son dernier test match fut contre l'Australie, le 6 août 1938. 

## Palmarès
- Nombre de test matchs avec les Blacks : 8 (2 comme capitaine)
- Nombre total de matchs avec les Blacks : 32 (6 comme capitaine)